# Welterbe in Usbekistan

Zum Welterbe in Usbekistan gehören (Stand 2023) sieben Stätten des UNESCO-Welterbes, darunter fünf Stätten des Weltkulturerbes und zwei Stätten des Weltnaturerbes. Ichan Qalʼа, die erste Welterbestätte in Usbekistan, wurde bereits 1990 in die Welterbeliste eingetragen, als Usbekistan noch eine Unionsrepublik der Sowjetunion war. Nach seiner Unabhängigkeit musste Usbekistan erst eine eigene Tentativliste vorlegen, was 1994 geschah. Darauf bestätigte die UNESCO die bereits 1993 beschlossene Eintragung des historischen Zentrums von Buxoro als zweite Welterbestätte Usbekistans in die Liste des UNESCO-Welterbes. Die bislang letzten Welterbestätten wurden 2023 eingetragen.

## Welterbestätten
Die folgende Tabelle listet die UNESCO-Welterbestätten in Usbekistan in chronologischer Reihenfolge nach dem Jahr ihrer Aufnahme in die Welterbeliste (K – Kulturerbe, N – Naturerbe, K/N – gemischt, (G) – auf der Liste des gefährdeten Welterbes).
| Bild                                      | Bezeichnung                                  | Jahr | Typ   | Ref. | Beschreibung |
| ----------------------------------------- | -------------------------------------------- | ---- | ----- | ---- | --- |
| (weitere Bilder)                          | Ichan Qalʼа (Lage)                           | 1990 | K     | 543  | Ichan Qalʼа, die ummauerte Altstadt der Oasenstadt Xiva ist der Standort von 51 historischen Großbauten und 250 Wohnhäusern und zeigt bemerkenswerte Arten von architektonischen Ensembles. Die herausragende Charakteristik von Itchan Kala leitet sich jedoch nicht so sehr von den einzelnen Denkmälern ab, sondern auch von dem unvergleichlichen städtischen Aufbau der Stadt und von der Harmonie, mit der die großen Bauten des 19. und 20. Jahrhunderts in eine traditionelle Struktur integriert wurden. Erfüllte Kriterien für Weltkulturerbe: iii., iv., v. |
| (weitere Bilder)                          | Historisches Zentrum von Buxoro (Lage)       | 1993 | K     | 602  | Die Altstadt von Buxoro stellt das vollständigste und unberührteste Beispiel einer mittelalterlichen zentralasiatischen Stadt dar, die ihr Stadtgefüge bis heute bewahren konnte. Buxoro hat im Hinblick auf die urbane Struktur und Bauwerke einen tiefgreifenden Einfluss auf die Entwicklung und Planung von Städten in einem weiten Bereich Zentralasiens gehabt. Erfüllte Kriterien für Weltkulturerbe: ii., iv., vi. |
| (weitere Bilder)                          | Historisches Zentrum von Shahrisabz (Lage)   | 2000 | K (G) | 885  | Innerhalb der mittelalterlichen Mauern von Shahrisabz findet sich eine Sammlung außergewöhnlicher Denkmäler und altertümlicher Quartiere, von denen Teile noch verblieben sind. Das historische Zentrum von Shahrisabz zeugt von der säkularen Entwicklung der Stadt und von Jahrhunderten ihrer Geschichte, besonders aus der Zeit Timurs und der Timuriden im 15. Jahrhundert. (seit 2016 auf der Roten Liste des gefährdeten Welterbes) Erfüllte Kriterien für Weltkulturerbe: iii., iv. |
| (weitere Bilder)                          | Samarkand – Schnittpunkt der Kulturen (Lage) | 2001 | K     | 603  | Der historische Teil von Samarqand besteht aus drei Hauptabschnitten. Im Nordosten befindet sich die archäologische Stätte der antiken Stadt Afrosiab. Im Süden liegen architektonische Ensembles und die mittelalterliche Stadt der Timuriden-Epoche des 14. und 15. Jahrhunderts, die eine bedeutende Rolle bei der Entwicklung von Stadtplanung, Architektur und Kunst in der Region spielte. Im Westen liegt das Gebiet, das den Erweiterungen des 19. und 20. Jahrhunderts entspricht, die von den Russen im europäischen Stil erbaut wurden. Außerdem gehören das Ulug Begs Observatorium, Abdi-Darun und Ishrat-khona und die Namazgoh-Moschee zum Welterbe. Erfüllte Kriterien für Weltkulturerbe: i., ii., iv. |
| (weitere Bilder)                          | Westliches Tian-Shan-Gebirge (Lage)          | 2016 | N     | 1490 | Das westliche Tian-Shan-Gebirge zeigt eine außergewöhnliche Vielfalt und Schönheit eines Mosaiks von Landschaften, eine einzigartige Kombination verschiedener Arten von Ökosystemen, eine außergewöhnliche Vielfalt an Fauna und Flora mit einem beträchtlichen Anteil von endemischen Arten und Gemeinschaften sowie eine große Anzahl von seltenen und bedrohte Arten. Die grenzüberschreitende Welterbestätte enthält in Usbekistan zwei Schutzgebiete im Biosphärenreservat Tschatkal. Weitere Schutzgebiete befinden sich in Kasachstan und Kirgisistan. Erfülltes Kriterium für Weltnaturerbe: x. |
| Seidenstraßen: Zarafshan-Karakum-Korridor | Seidenstraßen: Zarafshan-Karakum-Korridor    | 2023 | K     | 1675 | 16 einzelne Stätten in Usbekistan, weitere in Tadschikistan und Turkmenistan. Erfüllte Kriterien für Weltkulturerbe: ii., iii., v. |
| Winterkalte Wüsten von Turan              | Winterkalte Wüsten von Turan                 | 2023 | N     | 1693 | 5 Wüsten in Usbekistan, weitere in Turkmenistan und Kasachstan. Erfüllte Kriterien für Weltnaturerbe: ix., x. |

## Tentativliste
In der Tentativliste sind die Stätten eingetragen, die für eine Nominierung zur Aufnahme in die Welterbeliste vorgesehen sind.

### Aktuelle Welterbekandidaten
In der Tentativliste sind die Stätten eingetragen, die für eine Nominierung zur Aufnahme in die Welterbeliste vorgesehen sind. Mit Stand 2025 sind 34 Stätten in der Tentativliste von Usbekistan eingetragen, die letzten Eintragungen erfolgten im Oktober 2024. Die folgende Tabelle listet die Stätten in chronologischer Reihenfolge nach dem Jahr ihrer Aufnahme in die Tentativliste.
| Bild                                    | Bezeichnung                                                                    | Jahr | Typ | Ref. | Beschreibung |
| --------------------------------------- | ------------------------------------------------------------------------------ | ---- | --- | ---- | --- |
|                                         | Komplex von Sheikh Mukhtar-Vali                                                | 1996 | K   | 798  | Mausoleum |
|                                         | Khanbandi                                                                      | 1996 | K   | 809  | Staudamm |
|                                         | Ak Astana-baba                                                                 | 1996 | K   | 810  | Mausoleum |
|                                         | Qanqa                                                                          | 2008 | K   | 5286 | |
|                                         | Shahrukhiya                                                                    | 2008 | K   | 5287 | |
|                                         | Abdulkhan-Bandi-Staudamm                                                       | 2008 | K   | 5288 | |
|                                         | Arab-Ata-Mausoleum                                                             | 2008 | K   | 5290 | |
| Palast des Xudayar Khan                 | Historisches Zentrum von Qoʻqon (Lage)                                         | 2008 | K   | 5291 | Historischer Stadtkern von Qoʻqon, der ehemaligen Hauptstadt des Khanats Kokand |
|                                         | Ahsiket                                                                        | 2008 | K   | 5293 | |
|                                         | Antikes Pap                                                                    | 2008 | K   | 5294 | |
| Andijon                                 | Andijon (Lage)                                                                 | 2008 | K   | 5296 | |
|                                         | Siypantosh-Felszeichnungen                                                     | 2008 | K   | 5297 | In der Serafschankette |
| Antikes Termiz                          | Antikes Termiz (Lage)                                                          | 2008 | K/N | 5298 | 10 Historische Stätten bis zu 5 km um die Stadt Termiz im Süden Usbekistans, Kyrk-Kyz Palast der Samaniden-Herrscher aus dem 10. Jahrhundert, Termiz, Kyr Kiz und das Jarkurgan-Minarett standen bereits seit 1996–2005 auf der Tentativliste. |
|                                         | Zarautsoy-Felszeichnungen                                                      | 2008 | K   | 5299 | |
|                                         | Poykent                                                                        | 2008 | K   | 5301 | |
| Varakhsha                               | Varakhsha                                                                      | 2008 | K   | 5302 | Ist bereits Teil des Welterbes Seidenstraße: Zarafshan-Karakum-Korridor. |
| Chashmai-Ayyub-Mausoleum                | Chashmai-Ayyub-Mausoleum (Lage)                                                | 2008 | K   | 5304 | 2016 als Erweiterung in den Schutzbereich der 1993 eingetragenen Weltkulturerbestätte Historisches Zentrum von Buxoro aufgenommen. |
| (weitere Bilder)                        | Chor Bakr (Lage)                                                               | 2008 | K   | 5305 | Ist bereits Teil des Welterbes Seidenstraße: Zarafshan-Karakum-Korridor. |
| Architektonischer Komplex von Bahoutdin | Architektonischer Komplex von Bahoutdin                                        | 2008 | K   | 5306 | Ist bereits Teil des Welterbes Seidenstraße: Zarafshan-Karakum-Korridor. |
| Karawanserei Raboti Malik               | Karawanserei Raboti Malik                                                      | 2008 | K   | 5308 | Ist bereits Teil des Welterbes Seidenstraße: Zarafshan-Karakum-Korridor. |
|                                         | Mir-Sayid-Bakhrom-Mausoleum                                                    | 2008 | K   | 5309 | In Karmana. Ist bereits Teil des Welterbes Seidenstraße: Zarafshan-Karakum-Korridor. |
|                                         | Xazorasp                                                                       | 2008 | K   | 5310 | |
| Wüstenburgen des antiken Choresmien     | Wüstenburgen des antiken Choresmien                                            | 2008 | K   | 5311 | Toprak-kala, Ayaz Kale, Koy-Kirilgan Kala, Guldursun Kala, Pil Qala, Anka Qala, Qurgashin Qala, Djanbas Qala im ehemaligen Choresmien |
| Minarett von Vobkent                    | Minarett von Vobkent                                                           | 2008 | K   | 5312 | in Vobkent. Ist bereits Teil des Welterbes Seidenstraße: Zarafshan-Karakum-Korridor. |
| Stätten der Seidenstraße in Usbekistan  | Stätten der Seidenstraße in Usbekistan                                         | 2010 | K   | 5500 | Diese Nominierung fasst u. a. mehrere der einzeln in der Tentativliste aufgeführten Stätten, die an der Seidenstraße in Usbekistan liegen, zu einer seriellen Stätte zusammen, insgesamt 18 Stätten: Qasim Sheikh, Raboti Malik, Mir-Sayid Bakhrom Mausoleum, Minaret von Vobkent, Varakhsha, Chashma-Ayub Mausoleum, Bahoutdin Komplex, Chor-Bakr (diese Stätten sind bereits Teil des Welterbes Seidenstraße: Zarafshan-Karakum-Korridor), Antikes Termiz, Historisches Zentrum von Qoqon, Kanka, Shahruhiya, Ahsiket, Pap, Andijon, Poykent, Sheikh Mukhtor-Vali und Khazarasp. Stätte ist für 2025 nominiert. |
| Makhalla in Taschkent                   | Makhalla in Taschkent                                                          | 2021 | K   | 6578 | Altstadtbezirk |
|                                         | Modernistische Architektur in Taschkent. Moderne und Tradition in Zentralasien | 2024 | K   | 6708 | 16 Gebäudekomplexe in Taschkent |
| Eingang zum Nationalpark                | Zomin-Gebirge (Lage)                                                           | 2024 | N   | 6781 | Stand bereits seit 2008 auf der Tentativliste. Unter anderem Rückzugsort für den Sibirischen Steinbock. |
| Hissargebirge                           | Hissargebirge                                                                  | 2024 | N   | 6782 | Stand bereits seit 2008 auf der Tentativliste. |
| Shohimardon                             | Shohimardon (Lage)                                                             | 2024 | N   | 6783 | Stand bereits seit 2008 auf der Tentativliste. Im Ferghanatal, vollständig von kirgisischem Staatsgebiet umschlossene Exklave Usbekistans |
| Sarmishsay Pertoglyphen                 | Sarmishsay Pertoglyphen                                                        | 2024 | K/N | 6784 | stand bereits seit 2008 auf der Tentativliste. |
| Boysun                                  | Boysun                                                                         | 2024 | K/N | 6785 | stand bereits seit 2008 auf der Tentativliste. |
|                                         | Kuhitang-Gebirge                                                               | 2024 | N   | 6786 | |
|                                         | Nuratau-Gebirge                                                                | 2024 | N   | 6787 | |